# Ningxi (köpinghuvudort i Kina, Zhejiang Sheng, lat 28,59, long 120,97)
Ningxi (kinesiska: 宁溪, 宁溪镇) är en köpinghuvudort i Kina. Den ligger i provinsen Zhejiang, i den östra delen av landet, omkring 200 kilometer sydost om provinshuvudstaden Hangzhou. Antalet invånare är 23 182. Befolkningen består av 11 963 kvinnor och 11 219 män. Barn under 15 år utgör 16,0 %, vuxna 15-64 år 65 %, och äldre över 65 år 17,0 %.
Runt Ningxi är det tätbefolkat, med 881 invånare per kvadratkilometer. Närmaste större samhälle är Toutuo, 17,3 km öster om Ningxi. I omgivningarna runt Ningxi växer i huvudsak blandskog.
Genomsnittlig årsnederbörd är 2 144 millimeter. Den regnigaste månaden är augusti, med i genomsnitt 395 mm nederbörd, och den torraste är januari, med 73 mm nederbörd.